# Alexandre el Gran (pel·lícula)
Alexandre el Gran (títol original en anglès Alexander the Great) és una producció hispano-estatunidenca de 1956, dirigida per Robert Rossen. Protagonitzada per Richard Burton. Ha estat doblada al català.

## Argument
Alexandre (336-323 aC) va néixer i créixer a Macedònia on aprèn l'ofici de rei; va tenir com a preceptor Aristòtil i el seu llibre de capçalera va ser la Ilíada, d'Homer. Pensa que és descendent d'Aquil·les. Participa en la batalla de Queronea (338 aC). Als vint anys va succeir el seu pare com a rei de Macedònia i va ser un general excepcional, capaç de conduir immensos exèrcits. Les seves victòries nombroses i brillants li van permetre crear un gran imperi que s'estenia des de Grècia fins a l'Índia. Però, traït per les seves passions i pels seus homes, el que va voler ser l'igual dels déus va córrer tant cap a la seva caiguda com cap a la seva glòria.

## Repartiment
- Richard Burton -  Alexandre
- Fredric March - Filip II
- Claire Bloom -  Barsine
- Danielle Darrieux - Olimpia
- Barry Jones - Aristòtil
- Harry Andrews - Darío
- Stanley Baker - Átalo
- Niall MacGinnis - Parmenió
- Peter Cushing - Memnón de Rodes
- Michael Hordern – Demóstenes
- Marisa de Leza - Eurídice
- Gustavo Rojo - Clito el Negre
- Rubén Rojo - Filotas
- Peter Wyngarde - Pausanias d'Orestis
- Helmut Dantine - Nectenabus
- William Squire - Esquines
- Friedrich von Ledebur - Antípatre de Macedonia
- Virgilio Teixeira – Tolomeu
- Teresa del Río - Roxana
- Julio Peña - Arsites
- José Nieto - Espitrídates

## Premis
- Premi Directors Guild of America 1957: a Robert Rossen, pel seu destacat treball com a director de cinema

## Localitzacions de rodatge en exteriors
Rodada a El Molar (Madrid), Manzanares el Real (Madrid), Màlaga, Rascafría (Madrid).